# ملکه پریان
ملکه پریان (انگلیسی: The Faerie Queene) یک منظومه شعر حماسی انگلیسی نوشته ادموند اسپنسر است. کتاب‌های اول تا سوم ابتدا در سال ۱۵۹۰ منتشر شدند، سپس در سال ۱۵۹۶، همراه با نشر کتاب‌های چهارم تا ششم، بازنشر شدند. ملکه پریان به دلیل فرم خاصش قابل توجه است: این منظومه یکی از طولانی‌ترین اشعار در ادبیات انگلیس است و مبدأ آغاز یک سبک شعر به نام اسپنسریان استانزا می‌باشد. در یک سطح معنوی، شعر در پی بررسی چند فضیلت درون چند شوالیه است. گرچه در درجه اول این شعر یک کار تمثیلی است و می‌تواند در چندین مفهوم تمثیلی خوانده شود، از جمله به عنوان ستایش (یا نقد) الیزابت یکم انگلستان. در بخشی از کتاب به نام «نامه نویسندگان» او می‌گوید که کل شعر حماسی «به صورت ابری در ادیان الگوریتمی پیچیده شده‌است»، و هدف نشر کتاب ملکه پریان این بود که «راه و روش یک نجیب زاده یا یک شخص شریف ارزشمند و انضباط نجیبانه اش به تحریر درآید».